# 九龍區專線小巴32M線
九龍區專線小巴32M線，由長旺專線小巴營辦，循環來往龍坪道（畢架山花園）及石硤尾站，回程時途經帝景峰。

## 歷史
本路線提供畢架山花園、帝景峰、大窩坪、白田邨往來石硤尾邨及港鐵石硤尾站的專線小巴服務，於1990年3月19日投入服務，當時來往龍坪道臨時房屋區及石硤尾站，收費$1.7。同年12月曾加價至$2.5，但後來突然減價至$2。
龍坪道臨時房屋區清拆以後，本線縮短至畢架山花園。
約1999年，32A線投入服務，循環來往帝景峰及石硤尾站，翌年32M線亦繞經帝景峰。
2005年，32A線取消服務。

## 服務時間及班次
- 每日由畢架山花園開出：06:30-23:30（15分鐘一班）

## 收費
- 全程收費：$4.6
  - 南昌街（公共衛生檢測中心）往石硤尾站：$4.0

| - 此路線大小同價。 - 65歲或以上長者使用長者或個人八達通（包括「樂悠咭」），合資格殘疾人士使用「殘疾人士身份」個人八達通，以及60至64歲香港居民使用「樂悠咭」繳付車資，均可享有每程劃一$2.0的政府長者及合資格殘疾人士公共交通票價優惠計劃。 - 乘客可以現金或八達通卡於上車時付款，不設找贖。 |

## 行車路線
- 途經：龍坪道、南昌街、巴域街、石硤尾街、窩仔街、偉智街、南昌街、延坪道及龍坪道

## 外部連結
- 運輸署：九龍區專線小巴第32M號線之路線資料及獲准上落客地點
- 小巴薈：九龍區專線小巴32M號線 （页面存档备份，存于）
- i-busnet：九龍區專線小巴32M線 （页面存档备份，存于）